# Cretacentomobrya burma
Cretacentomobrya burma  (лат.) — ископаемый вид скрыточелюстных членистоногих подкласса ногохвостки из семейства Praentomobryidae.

## Описание
Обнаружен в бирманском янтаре (типовая серия: Kachin State, Hukawng Valley, 32 км ю.-з. Tanai, около Noije Bum, Мьянма, Юго-Восточная Азия). Меловой период, сеноманский ярус (около 100 млн лет). Длина тела 1,15 мм. Сегменты усиков несут микроскопические короткие щетинки длиной  от 0,013 до 0,02 мм. Число омматидиев в глазах: 7+7. Мукро двузубчатое с базальным шипиком. Усики 4-члениковые. Ботриотрихии отсутствуют. 4-й абдоминальный сегмент крупный и почти в 2 раза длиннее второго. Первый грудной сегмент редуцирован. Вид Cretacentomobrya burma был впервые описан в 2006 году американскими энтомологами Кеннетом Христиансеном (Kenneth Christiansen) и Полом Насцимбене (Paul Nascimbene) по типовой серии, хранящейся в Американском музее естественной истории (Нью-Йорк) вместе с Praentomobrya avita, Propachyotoma conica, Protoisotoma burma, Sminthurconus grimaldi, Proisotoma pettersonae, Grinnellia ventis и другими новыми ископаемыми видами. Видовое название C. burma дано по месту обнаружения типовой серии (Бирма), а родовое происходит от слова Cretaceous (меловой период) и названия наиболее близкого современного рода Entomobrya. Сходен с родами вымерших коллембол меловым Praentomobrya и пермским Permobrya.